# Gilles-Jean-Benoît Lecatte
Gilles-Jean-Benoît Lecatte, met artiestennaam Folleville (Parijs, 14 mei 1765 - Brussel, 9 augustus 1840),  was een Franse toneelspeler die voornamelijk actief was in Brussel.
Folleville was de zoon van een lid van het hof van Lodewijk XVI. Hij werd lid van de Franse marine, waarmee hij naar de Amerika trok. Bij zijn terugkeer vestigde hij zich in Nantes, waar hij zijn debuut maakte. Later werkte hij ook in Brussel, Bordeaux en Amsterdam.
In 1789 stond Folleville op de planken in Luik, waarna hij van 1790 tot 1791 geëngageerd werd door het Tuilerieënpaleis. In 1803 ging hij aan de slag aan de Koninklijke Muntschouwburg, waar hij doorgaans rollen van koningen, oudere edellieden en mecenae vertolkte tot in 1838. Van 1811 tot en met 1815 was hij er tevens directeur van de instelling.